# 石匠廣場

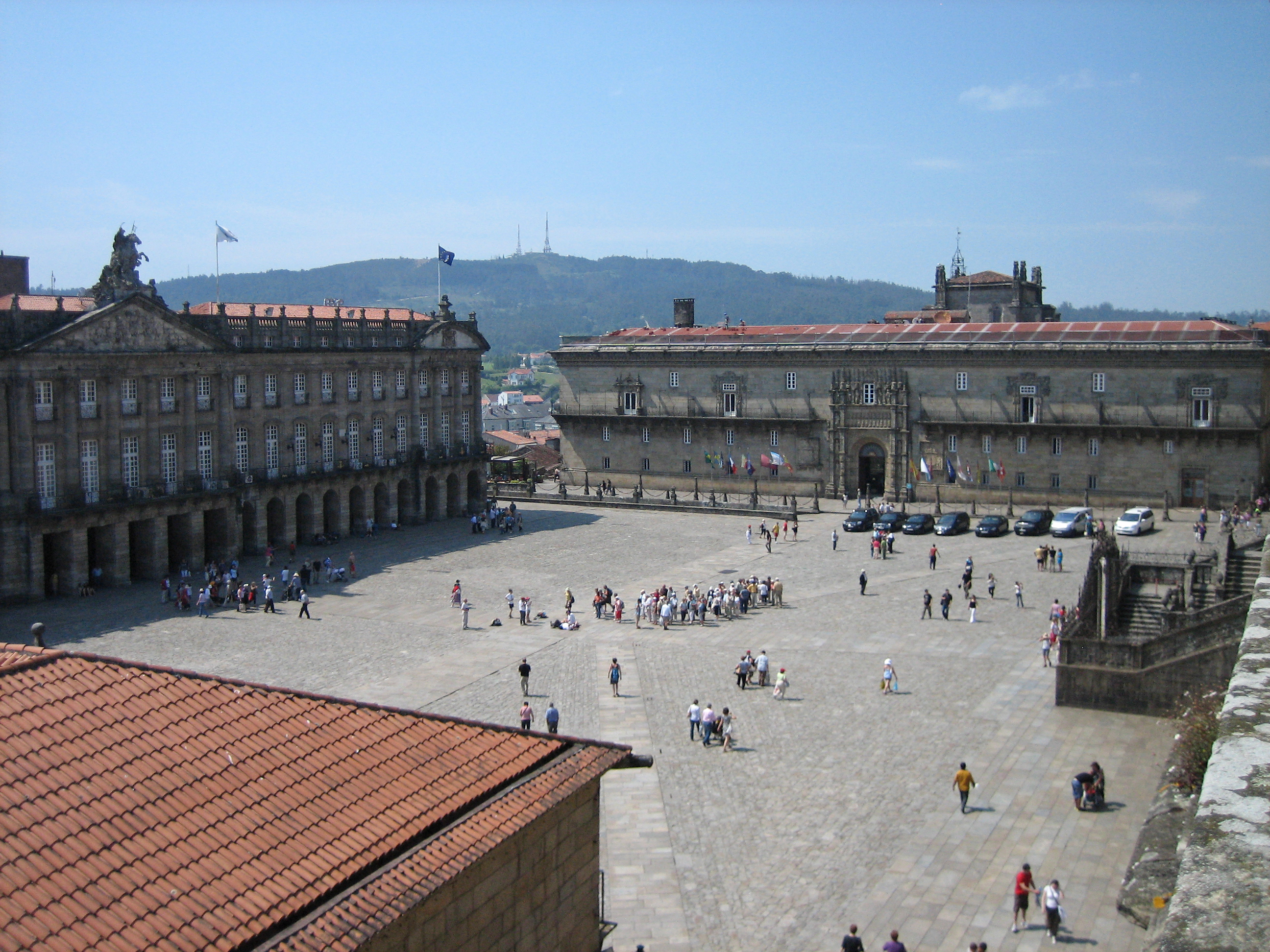
在晴天俯瞰廣場

石匠廣場 （西班牙語：Praza do Obradoiro）是西班牙加利西亚区城市聖地亞哥-德孔波斯特拉舊城的主要廣場。工廠廣場被四個重要的建築所包圍，分別象徵城市的四大權力，包括東面的聖地亞哥-德孔波斯特拉主教座堂、北面的天主教雙王酒店、西面的拉霍伊宮。
42°52′50″N 8°32′45″W / 42.8806°N 8.5458°W